# Cody Thompson
Cody James Thompson (Huron, 11 gennaio 1996) è un giocatore di football americano statunitense che milita nel ruolo di wide receiver per i Tampa Bay Buccaneers della National Football League (NFL).

## Carriera

### Kansas City Chiefs
Thompson firmò con i Kansas City Chiefs il 6 maggio 2019 dopo non essere stato scelto nel Draft. Fu svincolato il 31 agosto 2019 ma rifirmò con la squadra di allenamento il 2 settembre. Fu svincolato definitivamente il 29 ottobre 2019.

### Seattle Seahawks
Thompson firmò con la squadra di allenamento dei Seattle Seahawks il 31 ottobre 2019. Fu svincolato il 5 novembre 2019.

### Cincinnati Bengals
Thompson firmò con la squadra di allenamento dei Cincinnati Bengals il 19 novembre 2019.

### Ritorno ai Seattle Seahawks
Thompson rifirmò con la squadra di allenamento dei Seahawks l'8 gennaio 2020. Sei giorni dopo firmò un nuovo contratto da riserva. Fu svincolato il 31 agosto 2021 e rifirmò con la squadra di allenamento il giorno successivo. Fu promosso nel roster attivo il 26 settembre 2021, per la gara del terzo turno contro i Minnesota Vikings e fece il suo debutto nella NFL in quella partita. Il 10 gennaio 2022 firmò un nuovo contratto da riserva. Fu inserito in lista infortunati il 15 agosto 2022.

### Tampa Bay Buccaneers
Il 6 giugno 2024 Thompson firmò con i Tampa Bay Buccaneers. Fu svincolato il 27 agosto dopo di che ritirmò con la squadra di allenamento.